# Sultanaat Maguindanao
Het sultanaat Maguindanao was een moslimstaat in het zuiden van de Filipijnen die bestond van de 16e eeuw tot het einde van de 19e eeuw. De invloedssfeer van dit sultanaat strekte zich uit van het Zamboanga-schiereiland tot aan Saranganibaai. Op een zeker moment was dit gebied echter veel uitgestrekter en besloeg geheel Mindanao en diverse kleinere eilanden daaromheen.